# 科爾德沃特鎮區 (科曼奇縣)
科爾德沃特鎮區（英語：Coldwater Township）為位在美國堪薩斯州科曼奇縣的鎮區。2010年美国人口普查中該鎮區人口有1,048人。

## 地理
科爾德沃特鎮區涵蓋面積1,100.45平方（424.89平方英里），境內擁有一座城鎮：科爾德沃特（縣治）。

### 墓園
根據美國地質調查局的資料，此鎮區擁有2座墓園：
- 克朗希爾墓園（Crown Hill Cemetery）
- Nescatunga墓園

### 溪流
通過此鎮區的溪流有：
| - 凱夫溪（Cave Creek） - 卡頓伍德溪（Cottonwood Creek） - 多格溪（Dog Creek） - Nescatunga溪東支流 - 霍斯溪（Horse Creek） - 印第安溪（Indian Creek） - Jug Motte溪 - 馬斯坦溪（Mustang Creek） - Nescatunga溪 | - 奧爾溪（Owl Creek） - 雷德福克溪（Red Fork Creek） - 桑德溪（Sand Creek） - Sheele溪 - 沃爾納特溪（Walnut Creek） - Nescatunga溪西支流 - 韋斯特溪（West Creek） - 威道溪（Widow Creek） - 懷爾德卡特溪（Wildcat Creek） |

### 機場
- 斯塔克機場（Stark Airport）

## 人口統計
根據2010年美國人口普查，科爾德沃特鎮區人口有1,048人，人口密度為0.95人/平方公里。種族方面，96.95%為白人；0.57%為非裔美洲人；0.19%為美洲原住民；0.1%為亞洲人；0.19%為太平洋島民；0.29%為其他種族；另外有1.72%為兩個或以上的種族。而西班牙裔美國人或拉丁美洲人佔該鎮區人口的2.86%。

## 外部連結
- US-Counties.com
- City-Data.com （页面存档备份，存于）